# Симеон Солунский
Симео́н Солу́нский (греч. Συμεών Θεσσαλονίκης ὁ Μυσταγωγός; конец XIV в. — 15 сентября 1429) — архиепископ Солунский (Фессалоникийский), святой православной церкви в лике святителей.

## Жизнь
Родился в Константинополе. Принял монашество с именем Симеон. Проходил иноческую жизнь в малой келии, возможно, в монастыре близких ему святых Каллиста и Игнатия Ксанфопулов. Был приверженцем исихазма, богословия Григория Паламы. В дальнейшем был рукоположён во иеромонаха. Как сообщают историки, посещал патриарший двор.
- Май 1416 — апрель 1417 года — рукоположён во архиепископа Солунского. На новом месте Симеон подорвал своё здоровье, но, по его словам, благодаря молитве к великомученику Димитрию Солунскому, покровителю кафедрального города, смог укрепиться.
- Июнь 1422 г. — посещение Константинополя, на обратном пути — святой горы Афон.
- Сентябрь 1429 г. — кончина.

Был в сане архиепископа 13 лет, до своей кончины в 1429 году. Во время его архипастырства город удерживал верность Православной церкви, испытывая искушение войти в полное каноническое подчинение католикам ради получения защиты от турок. Благодаря усилиям святителя Солунь, осаждённая султаном Мурадом II, не сдалась туркам. Однако после кончины святителя город был взят (1430).

## Почитание
За свои добродетели, справедливость и заботу об обездоленных святителя чтили уже при его жизни, а после кончины его оплакивали и католики-венецианцы с евреями.
В 1981 году был канонизирован Священным Синодом Константнольского патриархата.
Память в Русской православной церкви — 15 (28) сентября.

## Труды
Святитель Симеон оставил множество творений на самые разные темы, главным образом, литургические. Также святитель писал на пастырские, канонические, догматические, апологетические, моральные, исторические и политические темы. Являлся активным апологетом Православия, что отразилось в следующих его словах: «Истинное благо для людей — быть православными, а если не быть, то лучше умереть». Написал ряд полемических сочинений, направленных преимущественно против католиков.
Симеон Солунский признан величайшим византийским литургистом. Он дал подробнейшее истолкование всех богослужебных чинопоследований. Как экзегет богослужения, Симеон придерживался преимущественно мистического толкования, следуя, главным образом, Дионисию Ареопагиту. Аллегорическое толкование служб было воспринято русскими богословами 19 в. (архиепископом Вениамином и др.), однако впоследствии о его правомерности возникли споры.
Его главные труды:
- Диалог против ересей,
- О единственно-истинной нашей христианской вере,
- О священных обрядах и таинствах церкви.

Греческое название этого труда: «Δίάλογος κατά πασών τών αιρέσεν καί περί της μόνης πίστεως, τών ιερών τελετών τε καί μυστηρίων πάντων τής έκκλησίας». Сокращенное латинское название «De fide, ritibus et mysteriis ecclesiasticis».
- «Έρμηνεία περί τε τοϋ δείου ναοϋ και τών έν αύτω ίερών τε περί καί διακονων, αρχιερέων»;
- «Περί ϊερωσύνης»;
- «Ερμηνεια συνοπτική είς το Συμβολον» (принадлежит к догматической области).

Впервые его труды опубликованы патриархом Иерусалимским Досифеем в Яссах в 1683 году, переведены на новогреческий в 1791 году, на русский в 1856—1857 гг., включены в Patrologia Graeca (том 155), Париж, 1866. В 1940 году Давид Бальфур открыл рукопись с 20 неизданными творениями Симеона, опубликованных в 1979 и 1981 годах.